# پارک ملی آرچز
پارک ملی آرچز یا پارک ملی طاق ها (به انگلیسی: Arches National Park) پارکی طبیعی در ایالت یوتا در ایالات متحده آمریکا است.
این پارک ۳۱۰ کیلومتر مربع وسعت دارد، و بخاطر طاقهای طبیعی و صخره‌های نامتعارف و چشم‌اندازهای غربیش شهرت دارد.

## نگارخانه

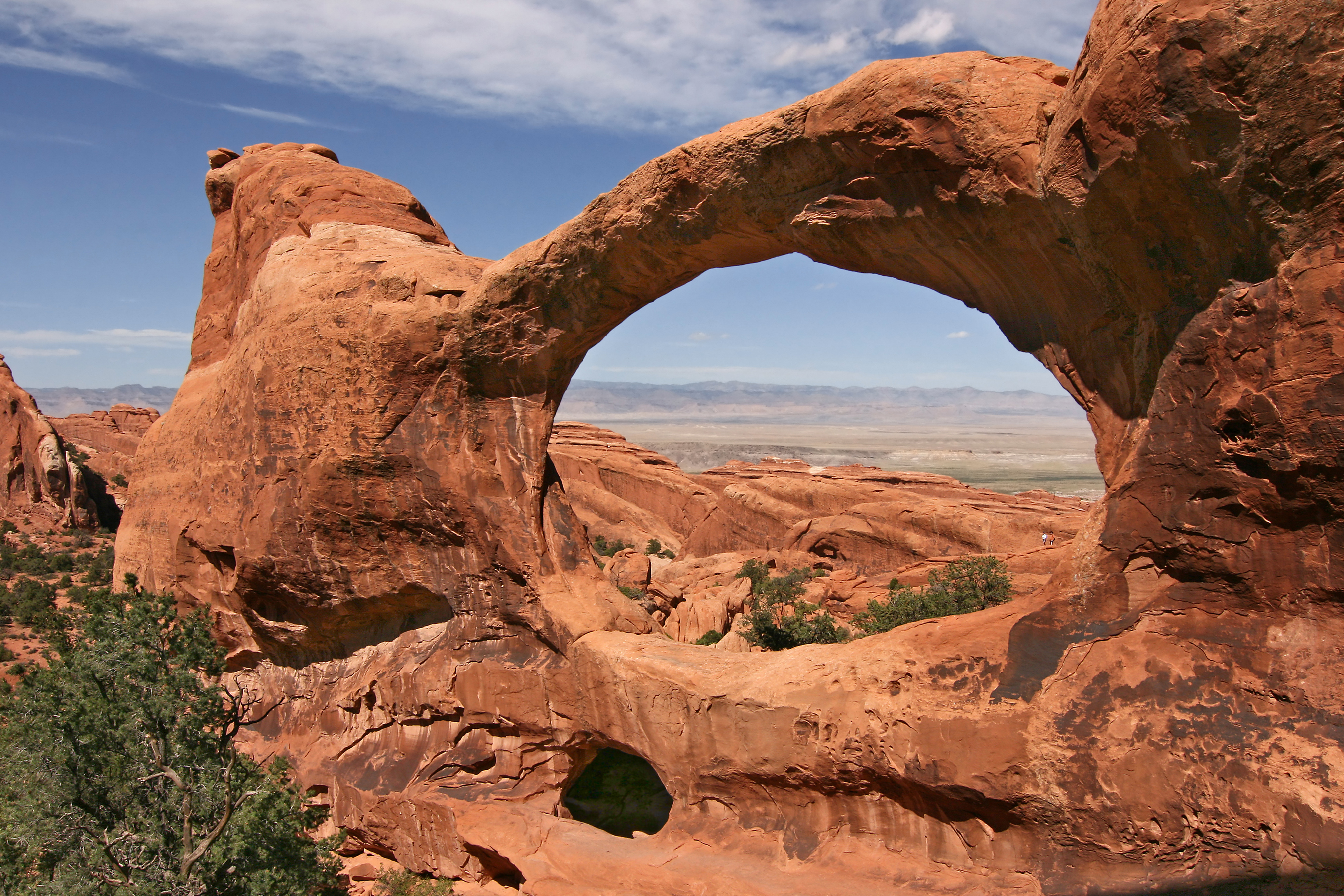
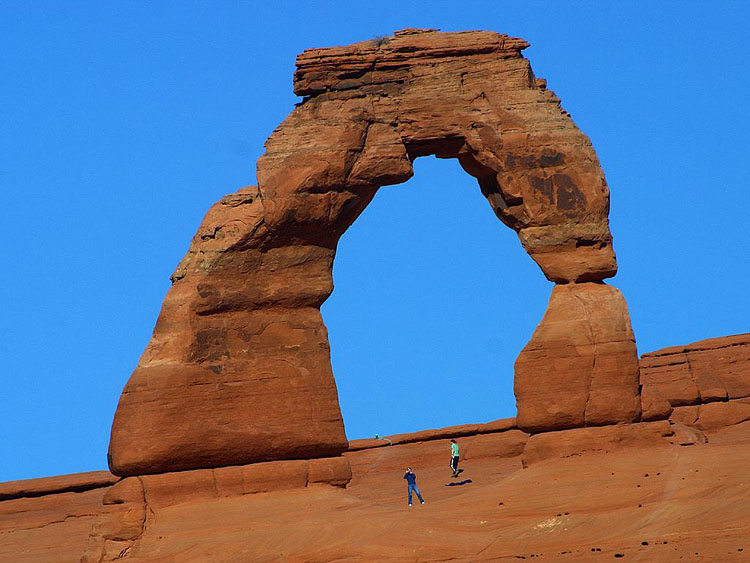
طاق Delicate arch. توجه به اشخاص ایستاده در پایین تصویر (جهت مقیاس) داشته باشید.
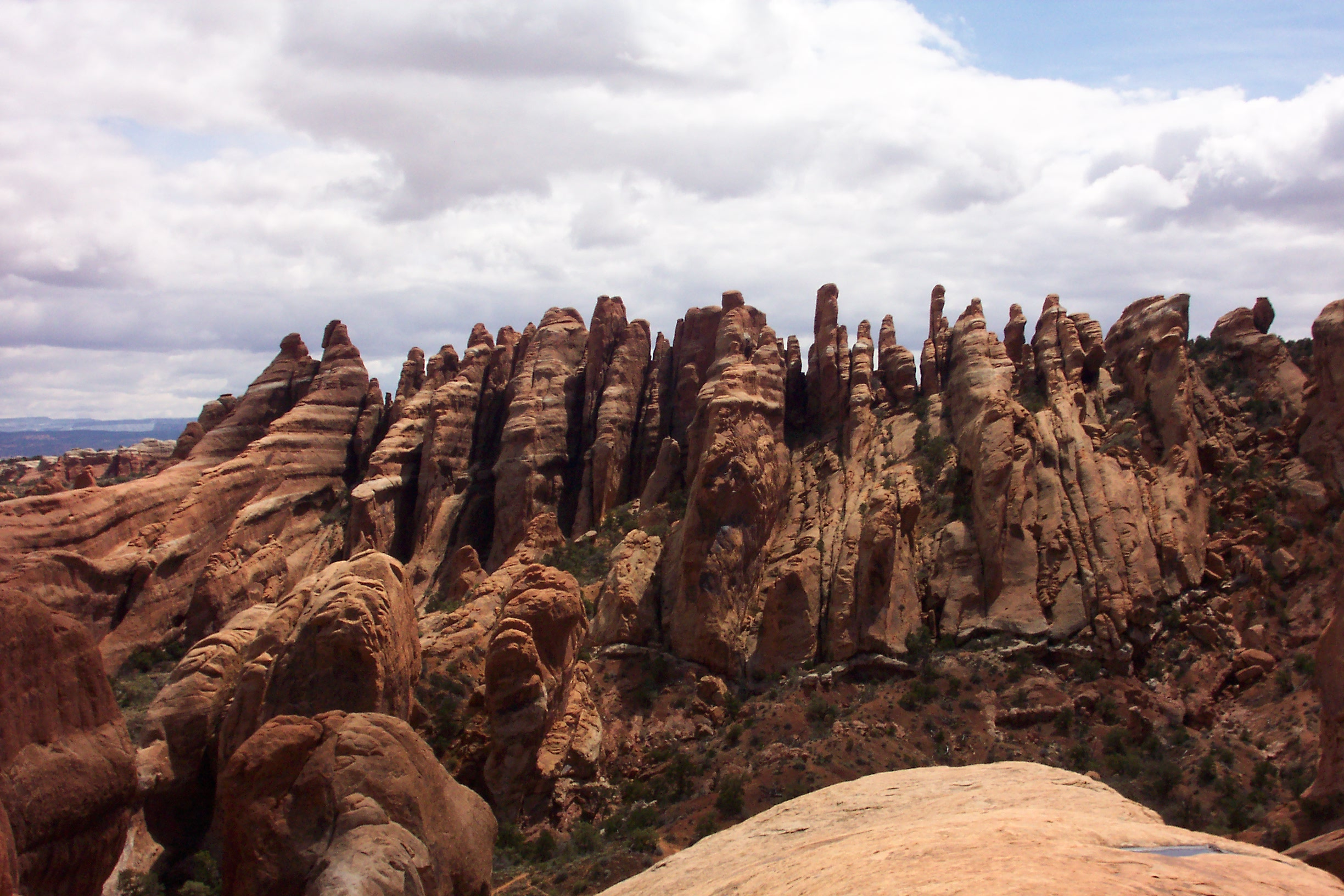
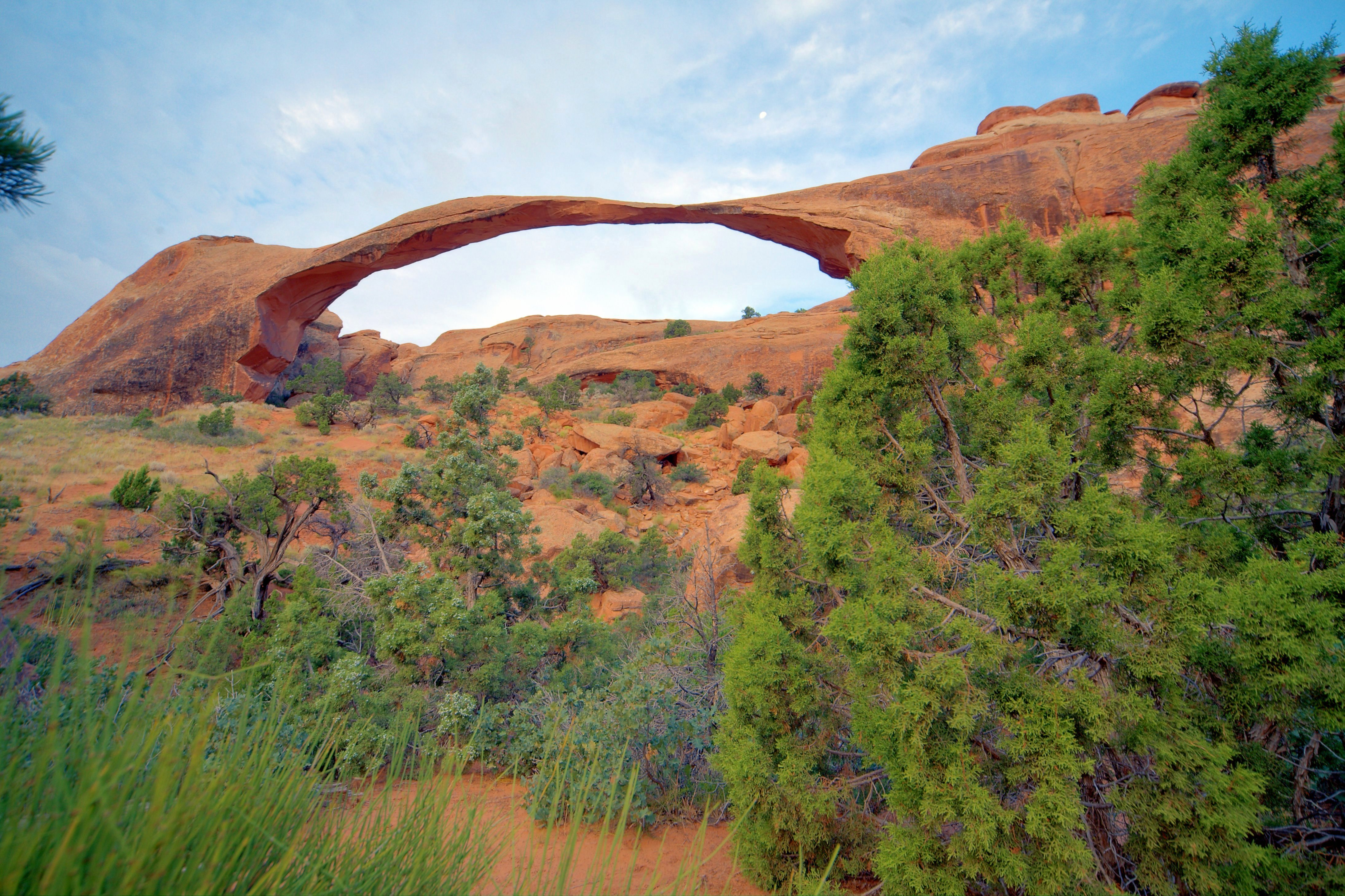
طاق Landscape arch با ۸۸ متر طول، یکی از طولانی‌ترین طاق‌های طبیعی جهان
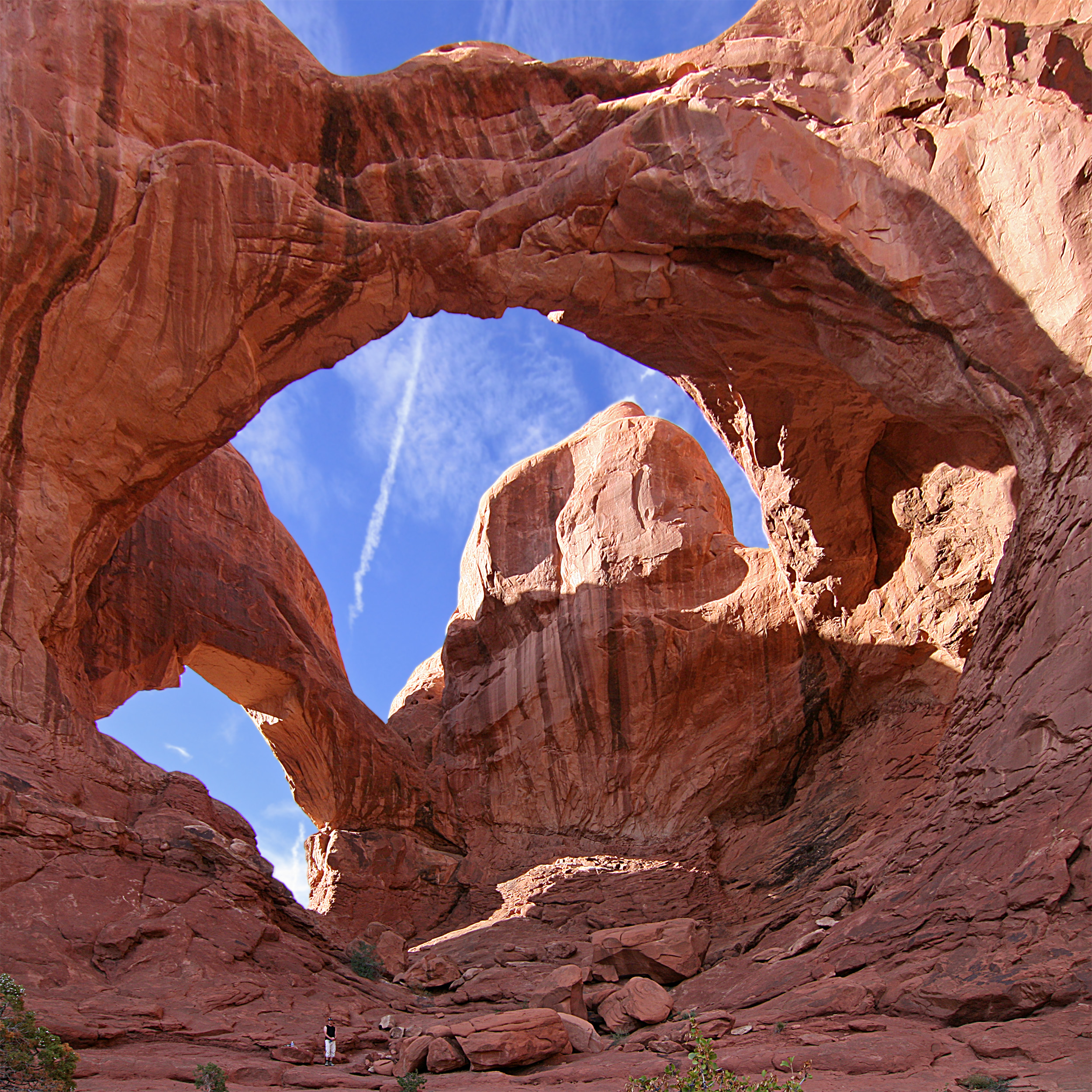
طاق Double arch. توجه به شخص ایستاده در پایین تصویر (جهت مقیاس) داشته باشید.